# Liste der peruanischen Botschafter in Guatemala
Der peruanische Botschafter in Guatemala-Stadt ist der offizielle Vertreter der Regierung in Lima bei der Regierung Guatemalas.
| Ernannt / Akkreditiert | Name                                | Bemerkungen | ernannt von               | akkreditiert bei                   | Posten verlassen |
| ---------------------- | ----------------------------------- | --- | ------------------------- | ---------------------------------- | ---------------- |
| 1902                   | José Santos Chocano                 | Generalkonsul | Eduardo López de Romaña   | Manuel José Estrada Cabrera        | 1904             |
| 1944                   | Max de la Fuente Locker             | [ 2 ] | Manuel Prado y Ugarteche  | Juan Federico Ponce Vaidez         |                  |
| 1954                   | Germán Aramburú Lecaros             | (* 27. Mai 1899 in Lima) Generalkonsul | Zenón Noriega Agüero      | Carlos Castillo Armas              |                  |
| 1955                   | Alfredo Correa Elias                | [ 4 ] | Zenón Noriega Agüero      | Carlos Castillo Armas              | 1957             |
| 1959                   | César Canevaro y Laos               | | Manuel Prado y Ugarteche  | José Miguel Ramón Ydigoras Fuentes | 1961             |
| 1963                   | Carlos Ortiz de Zevallos Paz Soldán | [ 5 ] | Nicolás Lindley López     | Alfredo Enrique Peralta Azurdia    | 1969             |
| 1970                   | Roberto Vélez Bravo                 | 1960 war er Geschäftsträger in La Paz. | Juan Velasco Alvarado     | Carlos Arana Osorio                | 1972             |
| 1974                   | Santiago Luis Marcenaro Romero      | | Juan Velasco Alvarado     | Kjell Eugenio Laugerud García      | 1977             |
| 11. Juni 1986          | Percy Murillo Garaycochea           | | Alan García               | Marco Vinicio Cerezo Arévalo       | 1988             |
| 1990                   | Ricardo Temoche Benites             | (* Sechura, Piura) Parlamentsabgeordneter der Alianza Popular Revolucionaria Americana | Alberto Fujimori          | Marco Vinicio Cerezo Arévalo       |                  |
| 1996                   | Julio Florián Alegre                | | Alberto Fujimori          | Álvaro Arzú Irigoyen               | 2003             |
| 1. Nov. 2005           | Alfredo José Castro Pérez-Canetto   | | Alejandro Toledo Manrique | Óscar Berger Perdomo               |                  |
| 20. Feb. 2009          | Gliserio David Villanueva Díaz      | | Alan García               | Álvaro Colom Caballeros            |                  |
| 3. Okt. 2011           | Nilo Jesús Figueroa Cortavarria     | [ 6 ] | Ollanta Humala            | Álvaro Colom Caballeros            |                  |
| 1. Apr. 2016           | Amador Velásquez García-Monterroso  | trat 1976 in den auswärtigen Dienst. 1999 zum Botschafter ernannt. - 2001 bis 2001 Botschafter in Pretoria. - 2010 bis 2012 Botschafter in Kuwait. - war Generalkonsul in Vancouver und Rom. | Ollanta Humala            | Jimmy Morales                      |                  |